# Tendon
Tendon – miejscowość i gmina we Francji, w regionie Grand Est, w departamencie Wogezy.
Według danych na rok 1990 gminę zamieszkiwały 434 osoby, a gęstość zaludnienia wynosiła 20 osób/km² (wśród 2335 gmin Lotaryngii Tendon plasuje się na 638. miejscu pod względem liczby ludności, natomiast pod względem powierzchni na miejscu 142.).